# Бельсу
Бельсу — река в России, протекает по Кемеровской области. Устье реки находится в 682 км по правому берегу реки Томь. Длина реки составляет 83 км. Площадь водосборного бассейна — 781 км². Высота устья — 268 м над уровнем моря.
Населённых пунктов на реке нет, вблизи устья на реке находится железнодорожный мост (участок жд Междуреченск-Теба).

## Притоки от устья к истоку
← левый приток
→ правый приток
- → Подряс
- → Нижний Берёзовый
- → Верхний Берёзовый
- ← 18 км: Израсс
- → 24 км: Большой Кувас
← Болотная
- → Малый Кувас
- ← Нижний Адушедат
- ← Верхний Адушедат
- → Талагол
- → Карасук
- ← Поднебесный
- → Тапагол
- → Нижний Шалов
- → Верхний Шалов
- ← 71 км: Нижняя Тайжасу
- ← 72 км: Верхняя Тайжасу

## Данные водного реестра
По данным государственного водного реестра России относится к Верхнеобскому бассейновому округу, водохозяйственный участок реки — Томь от истока до города Новокузнецк, без реки Кондома, речной подбассейн реки — Томь. Речной бассейн реки — (Верхняя) Обь до впадения Иртыша.